# Marie McGilvary
Marie McGilvary es una deportista estadounidense que compitió en ciclismo en la modalidad de BMX. Ganó tres medallas en el Campeonato Mundial de Ciclismo BMX entre los años 1997 y 2001.

## Palmarés internacional
| Campeonato Mundial | Campeonato Mundial          | Campeonato Mundial | Campeonato Mundial |
| Año                | Lugar                       | Medalla            | Competición        |
| ------------------ | --------------------------- | ------------------ | ------------------ |
| 1997               | Saskatoon (Canadá)          | Medalla de bronce  | Carrera            |
| 1998               | Melbourne (Australia)       | Medalla de plata   | Carrera            |
| 2001               | Louisville (Estados Unidos) | Medalla de plata   | Carrera            |